# Gwijde II van Dampierre
Gwijde (Guy) II van Dampierre (circa 1140 - 18 januari 1216) was constable van het graafschap Champagne, heer van Dampierre, Bourbon en Montluçon. Hij was de enige zoon van Willem I van Dampierre, heer van Dampierre, en Ermengarde van Mouchy.
Hij had als apanage de heerlijkheden Moëslains en Dampierre en werd heer van Saint-Dizier en Saint-Just, alsook constable van het graafschap Champagne na de dood van zijn vader omstreeks 1173.
Gwijde II nam aan de Derde Kruistocht deel en bereikte als lid van een verkenningsgroep in de herfst van 1189 het beleg van Akko. In het Heilige Land werd hij in 1191 tot de aanhangers (familiares) van Koenraad van Montferrat gerekend.
In 1212 kreeg hij van koning Filips II Augustus de opdracht om graaf Guido II van Auvergne te onderwerpen, een opdracht die hij met de verovering van de burcht Tournoël in december 1213 succesvol kon afsluiten. In 1214 droeg hij in de slag bij Bouvines in belangrijke mate bij aan de Franse zege.
Hij trouwde in 1196 met Mathilde, vrouwe van Bourbon, dochter van Archimbald van Bourbon, heer van Bourbon, en Adelheid van Bourgondië. Door dit huwelijk kwam de heerlijkheid Bourbon toe aan het Huis Dampierre. Hun kinderen waren:
- Archimbald VIII, (1189 - 1242), heer van Bourbon.
- Willem II (1196 - 1231) ∞ Margaretha II (- 1280), gravin van Vlaanderen en Henegouwen, dochter van Boudewijn IX (VI), Latijns keizer van Constantinopel (Huis Vlaanderen)
- Philippa (- 1223) ∞ 1205 Guiges IV van Albon (- 1241), graaf van Forez
- Maria, ∞ I 1210 Hervé van Vierzon; ∞ II 1220 Hendrik I van Sully

## Voorouders
| Voorouders van Gwijde II van Dampierre (1140–1216) | Voorouders van Gwijde II van Dampierre (1140–1216)              | Voorouders van Gwijde II van Dampierre (1140–1216)              | Voorouders van Gwijde II van Dampierre (1140–1216)              | Voorouders van Gwijde II van Dampierre (1140–1216)              | Voorouders van Gwijde II van Dampierre (1140–1216)              | Voorouders van Gwijde II van Dampierre (1140–1216)              | Voorouders van Gwijde II van Dampierre (1140–1216)              | Voorouders van Gwijde II van Dampierre (1140–1216)              |
| -------------------------------------------------- | --------------------------------------------------------------- | --------------------------------------------------------------- | --------------------------------------------------------------- | --------------------------------------------------------------- | --------------------------------------------------------------- | --------------------------------------------------------------- | --------------------------------------------------------------- | --------------------------------------------------------------- |
| Overgrootouders                                    | Theobald II van Dampierre (-) ∞ Isabella van Monthléry (-)      | Theobald II van Dampierre (-) ∞ Isabella van Monthléry (-)      | Andreas van Baudémont (-) ∞ ? (-)                               | Andreas van Baudémont (-) ∞ ? (-)                               | ? (-) ∞ ? (-)                                                   | ? (-) ∞ ? (-)                                                   | ? (-) ∞ ? (-)                                                   | ? (-) ∞ ? (-)                                                   |
| Grootouders                                        | Gwijde I van Dampierre (1105-1151) ∞ Helvida (1110-1165)        | Gwijde I van Dampierre (1105-1151) ∞ Helvida (1110-1165)        | Gwijde I van Dampierre (1105-1151) ∞ Helvida (1110-1165)        | Gwijde I van Dampierre (1105-1151) ∞ Helvida (1110-1165)        | Itier IV van Toucy (-) ∞ ? (-)                                  | Itier IV van Toucy (-) ∞ ? (-)                                  | Itier IV van Toucy (-) ∞ ? (-)                                  | Itier IV van Toucy (-) ∞ ? (-)                                  |
| Ouders                                             | Willem I van Dampierre (1130-1161) ∞ Ermengarde van Toucy (?-?) | Willem I van Dampierre (1130-1161) ∞ Ermengarde van Toucy (?-?) | Willem I van Dampierre (1130-1161) ∞ Ermengarde van Toucy (?-?) | Willem I van Dampierre (1130-1161) ∞ Ermengarde van Toucy (?-?) | Willem I van Dampierre (1130-1161) ∞ Ermengarde van Toucy (?-?) | Willem I van Dampierre (1130-1161) ∞ Ermengarde van Toucy (?-?) | Willem I van Dampierre (1130-1161) ∞ Ermengarde van Toucy (?-?) | Willem I van Dampierre (1130-1161) ∞ Ermengarde van Toucy (?-?) |

## Referentie
- Dit artikel of een eerdere versie ervan is een (gedeeltelijke) vertaling van het artikel Guy II. de Dampierre op de Duitstalige Wikipedia, dat onder de licentie Creative Commons Naamsvermelding/Gelijk delen valt. Zie de bewerkingsgeschiedenis aldaar.